# 59 Sagittarii
59 Sagittarii (b¹ Sagittarii) é uma estrela na direção da Sagittarius. Possui uma ascensão reta de 19h 56m 56.82s e uma declinação de −27° 10′ 11.5″. Sua magnitude aparente é igual a 4.54. Considerando sua distância de 1207 anos-luz em relação à Terra, sua magnitude absoluta é igual a −3.30. Pertence à classe espectral K3III.